# Ruch polityczny
Ruch polityczny – dążenie do opanowania wszelkich sfer życia politycznego, a przede wszystkim zdobycia, utrzymania i sprawowania władzy politycznej. Innymi słowy ruch polityczny to dążenie do zdobycia władzy lub wywierania wpływu na władzę. 
Teoria ruchów politycznych kształtuje się na pograniczu historii, socjologii, psychologii oraz cybernetyki społecznej. Z reguły przez termin „ruch” rozumie się zbiorowe dążenie ludzi do realizacji wspólnych celów”, Jest to bardzo ogólne, a tym samym niezbyt precyzyjne określenie. 
Na gruncie politologii przez ruch polityczny rozumie się także: 
- zespół organizacji (często grup o różnym stopniu sformalizowania) prowadzących działalność w wielu państwach i odznaczających się określonymi wspólnymi cechami, przede wszystkim w sferze założeń i celów,
- organizację, która funkcjonuje w jednym państwie, ma ogólnokrajowe kierownictwo, określoną strukturę organizacyjną, więzi formalne oraz zasady i cele działania; organizacją taką jest partia polityczna, utożsamiana z reguły z ruchem politycznym.

Jednym z najbardziej powszechnych kryteriów klasyfikacji ruchów politycznych jest stopień i forma ich organizacji. Jest ono bardzo często określane mianem stopnia trwałości ruchu politycznego.

## Rodzaje ruchów politycznych
- spontaniczne, pozbawione organizacji i z reguły krótkotrwale
- zorganizowane dość luźno i na ogół krótkotrwale
- dobrze zorganizowane dla osiągnięcia określonego celu doraźnego
- dobrze zorganizowane, o wysokim stopniu trwałości

## Stadia rozwoju ruch politycznego
- tworzenie się przesłanek ruchu – jego źródłem może być indywidualne przeświadczenie o potrzebie zmiany istniejącej rzeczywistości, co stanowi szczególnie istotną motywację przy tworzeniu spontanicznego ruchu oddolnego; jeżeli impuls do tworzenia ruchu politycznego pochodzi od ośrodków władzy (w tym momencie motywacją nie jest chęć zmiany istniejącej rzeczywistości), wtedy mamy do czynienia z oddziaływaniem propagandowym
- artykulacja dążeń – może się ona przejawić w postaci „manifestu programowego” lub publicznych wystąpień przywódców (animatorów) ruchu
- agitacja – pozyskanie członków i sympatyków ruchu — innymi słowy jest to budowanie pozycji ruchu w państwie i społeczeństwie; od wielkości poparcia uzależniona jest realizacja celów ruchu politycznego
- rozwinięta działalność polityczna – następuje wprowadzenie w życie „manifestu programowego” poprzez wpływanie na władzę lub dążenie do jej przejęcia; siła ruchu, stawiane cele, stopień zorganizowania oraz układ sił politycznych przesądzają o trwałości tego stadium
- zamieranie – ruchy polityczne, których cele zostały zrealizowane lub ich realizacja jest niemożliwa, znikają ze sceny politycznej; bardzo często stadium to udaje się opóźnić dzięki stawianiu nowych celów, zmianom organizacyjnym lub personalnym